# Kvark

A kvarkok azok az elemi részecskék, amelyekből a mezonok és a barionok (például a proton és a neutron) felépülnek. A spinjük 1/2 {\displaystyle \hbar }, tehát fermionok. A kvarkok részt vesznek mind az erős, mind az elektromágneses, mind a gyenge kölcsönhatásban. Az erős kölcsönhatáshoz azonban szorosabb kapcsolat is fűzi őket, az ő mértékszabadságuk határozza meg az erős kölcsönhatás mértékelméletét, a kvantum-színdinamikát.

## Az egyes kvarkok fontosabb tulajdonságai
| Magyar név | angol név | jelölés | nyugalmi tömeg (GeV/c²) | elektromos töltés (e) |
| ---------- | --------- | ------- | ----------------------- | --------------------- |
| Fel        | Up        | u       | 0,0015-0,005            | 2/3                   |
| Le         | Down      | d       | 0,017-0,025             | -1/3                  |
| Bájos      | Charm     | c       | 1,1-1,4                 | 2/3                   |
| Furcsa     | Strange   | s       | 0,06-0,17               | -1/3                  |
| Felső      | Top       | t       | 165-180                 | 2/3                   |
| Alsó       | Bottom    | b       | 4,1-4,4                 | -1/3                  |

Minden kvarkhoz tartozik egy antirészecske amelynek a jele az "eredeti" részecske jele felülvonással: anti-u = {\displaystyle {\bar {u}}}.

## A kvarkok színe
Az erős kölcsönhatás az úgynevezett színtöltéshez kapcsolódik. 1964-ben Oscar Wallace Greenberg feltette, hogy a kvarkoknak van még egy SU(3)-szimmetriához kapcsolódó töltése, amelyet ma színtöltésnek hívunk. A nevét azon analógia alapján kapta, hogy a hétköznapi értelemben vett színek 3 alapszínből kikeverhetők és ezért hasonlítanak egy SU(3)-transzformáció állapotaihoz. Az analógia azonban csak külsődleges. A színhez kapcsolódó színhullámfüggvényről feltéve, hogy az mindig szingulett, azaz antiszimmetrikus, sikerült megoldani a bariondekuplett Pauli-elvet sértő tulajdonságát, hiszen az eddig teljesen szimmetrikus hullámfüggvényhez hozzáadva az új antiszimmetrikus részt, az új teljes hullámfüggvény immár antiszimmetrikus lett.

## Kvarkbezárás és aszimptotikus szabadság
Szabad kvarkokat nem sikerült kísérletileg megfigyelni, csak több kvark olyan kötött állapotát, amelyek színsemlegesek. Ilyenek például a három szín mindegyikét tartalmazó barionok, egy színt és egy antiszínt tartalmazó mezonok és a három antiszínt tartalmazó antibarionok. Ezt a jelenséget kvarkbezárásnak – vagy inkább színbezárásnak, mert a gluonokra is vonatkozik – nevezzük. Egzakt magyarázatot nem sikerült még találni rá, bár az erős kölcsönhatás nagyon erős csatolási állandójával és a közvetítő (szín)mező részecskéinek a gluonoknak az önkölcsönhatásával lehet magyarázni.
A két kvark közötti erős kölcsönhatás, szemben az elektromágnesessel, nem csökken akkor, ha növekszik a két kvark távolsága. Ezért ha két kvark nagy sebességgel távolodik egymástól, akkor energia szempontjából kedvezőbb, ha két újabb kvark (egy kvark és egy antikvark) keletkezik és megosztják a két eredeti kvark közötti erőteret. Ezt nevezzük hadronizációnak. A gyorsítókban szétrepülő kvarkok úgynevezett jeteket (ejtsd: dzset, angolból) hoznak létre: több tíz nagyjából egy irányba mozgó hadront.
Az erős csatolási állandó energiafüggő, a növekvő energiával – azaz csökkenő távolsággal – csökken az értéke, azaz az erős kölcsönhatás erőssége, ami az aszimptotikus szabadság jelenségéhez vezet. Ez egyrészt a nagy energiájú szórásfolyamatokban lehetővé teszi a kvantum-színdinamika perturbatív számítását. Másrészt a kötött állapotok belsejében - ahol a kis távolságok miatt nagy impulzusátadások a jellemzők - a kötött állapotot összetevő kvarkok és gluonok lényegében szabadon, azaz kölcsönhatásmentesen mozognak. Ez lehetővé teszi a szórásfolyamatokban a nagy energiájú szórás leválasztását a kis energiájú hadronizáció folyamatáról.
Nagy energiájú mag-mag ütközésekben, és az időben visszamenve az ősrobbanás felé pedig várható a kis helyre préselt hadronok kvarkanyaggá vagy kvark-gluon plazmává alakulása, ahol a kvarkok és gluonok elhagyják eredeti hadronbölcsőjüket és szabadon vándorolnak az egész plazmában. Az égitestek fejlődése során a neutroncsillag állapot után az elméletek szerint ilyen anyagból álló kvarkcsillag állapotba zuhanhatnak össze az elég nagy tömegű csillagok.

## A kvarkok kötött állapotai

A neutron kvarkszerkezete. Három különböző színű kvarkot (piros-zöld-kék) tartalmaz, ezek közül egy u és két d-kvarkot

A pozitív pion (π^{+}) kvarkszerkezete: Egy kék u-kvarkot és egy anti-kék anti-d-kvarkot tartalmaz

A kvarkok kötött állapotait hadronoknak is nevezzük. A szó jelentése a görög nyelvben: nehéz. Kétféle hadron van: barion és mezon. A szín szempontjából minden hadron semleges.

### A barionok
Három kvark alkotja a szokásos barionokat (három antikvark az antibarionokat), ahol a három kvarknak három különböző színe van. A közismert proton összetétele uud, a neutroné udd. Minden barion fermion. A barionokat további két csoportba soroljuk, ezek a nukleonok és hiperonok. A nukleonok az atommag alkotórészei, a proton ill. a neutron. A hiperonok közé tartozik - többek között - a lambda- és a kszí-hiperon. A "hiperon" név a nagy tömegükre utal.
Van egy csak a barionok esetén nem nulla megmaradó mennyiség, a barionszám vagy bariontöltés. A barionok barionszáma +1, az antibarionoké -1. A barionszám-megmaradás miatt barionok csak antibarionokkal együtt, párban keletkezhetnek. Ez a tapasztalat vezetett a barionszám-megmaradás felismeréséhez az 1950-es években.

### A mezonok
Egy kvark és egy antikvark alkotja a szokásos mezonokat. Ilyenek például a pionok. A π+ például egy u és egy anti-d kvarkból áll. Egy színt és a neki megfelelő antiszínt hordoznak. Minden mezon bozon. A mezonok barionszáma nulla, ezért ők nem csak párban keletkezhetnek.

## A kvarkok tömege
A kvarkok tömegéről szokás sokszor ugyanúgy beszélni, mint más részecskék tömegéről, a tömeg fogalma a kvarkok esetén azonban mégis bonyolultabb, mivel a kvarkok nem figyelhetők meg szabadon. Ezért a kvarktömeg fogalma egy elméleti konstrukció, és mindig meg kell mondanunk, hogy adott esetben hogyan definiáljuk.

### Áramkvark-tömegek
A QCD közelítő királis szimmetriája lehetővé teszi, hogy királis perturbációszámítással a pszeudoskalár mezonoktett tömegkombinációiból meghatározzuk a különféle (u, d és s) kvarktömegek arányait:
{\displaystyle {\frac {m_{u}}{m_{d}}}=0.56} és {\displaystyle \qquad {\frac {m_{s}}{m_{d}}}=20.1.}
A tény, miszerint mu  ≠  0 nagyon fontos, mivel nem lenne erős CP-probléma eltűnő mu esetén. Az abszolút tömegeket jelenleg QCD összegszabályokkal (másképpen spektrálfüggvény összegszabályokkal) és rács QCD számításokkal lehet meghatározni. Az így meghatározott kvarktömegeket áramkvarktömegeknek hívjuk. A különböző áramkvarktömeg definíciók közötti kapcsolat megértéséhez szükség van a renormálás teljes eszközrendszerére.

### Összetevőkvark-tömegek
Egy másik, régebbi módszer a kvarktömegek definiálására a kvarkmodell Gell-Mann–Okubo-tömegösszefüggésének a használata, ami a hadrontömegeket a kvarktömegek segítségével adja meg. Az így meghatározott tömegeket összetevőkvark-tömegeknek nevezzük, amelyek jelentősen különböznek a fent definiált áramkvarktömegektől. Az összetevőtömegeknek nincs semmilyen további dinamikai jelentése.

### Nehézkvark-tömegek
A nehéz c és b kvarkok tömegét egy nehéz kvarkot (és egy könnyű antikvarkot vagy két könnyű kvarkot) tartalmazó hadronok tömegéből és a kvarkóniumok vizsgálatából kaphatjuk meg. Rács-QCD számítások ezen kvarktömegek meghatározására a nehézkvark effektív elméletet (HQET) vagy a nemrelativisztikus kvantumszíndinamikát (NRQCD) használják
A t (top) kvark elég nehéz ahhoz, hogy a perturbatív QCD-t használhassuk tömege meghatározásához. 1995-ös felfedezése előtt a top kvark tömegére a legjobb elméleti becsléseket a standard modell precíziós tesztjeinek globális analízise adta. A top kvark azonban egyedülálló abban az értelemben, hogy elbomlik, mielőtt hadronizálódhatna, így tömege közvetlenül mérhető a bomlástermékekből.

## Története
Az 1950-es években egymástól függetlenül Murray Gell-Mann és Nisidzsima Kazuhiko osztályozták a hadronokat elektromos töltésük, barionszámuk, izospinjük és ritkaságuk alapján, felismerve a Gell-Mann–Nisidzsima-összefüggést az említett kvantumszámok között. 1961-ben Gell-Mann és Júvál Neemán SU(3)-multiplettekbe (oktettekbe és dekuplettekbe) sorolta a hadronokat. 1964-ben azután Gell-Mann és George Zweig bevezették a kvarkokat, mint elemi építőköveket, amelyekkel (eredetileg hárommal) fel tudták építeni az összes ismert hadront, sőt a dekuplettből hiányzó Ω− hiperont és tulajdonságait is megjósolták, amit még abban az évben felfedeztek. A kvarkmodell egy globális íz-SU(3) szimmetria, ami része a QCD közelítő királis szimmetriájának.
Nagyenergiájú hadronreakciók tulajdonságainak vizsgálata arra vezette Richard Feynmant, hogy posztulálja a hadronok szubstruktúráit, amiket ő partonoknak nevezett. A mélyen rugalmatlan szórások hatáskeresztmetszetének skálázását, ami az áramalgebrából származtatható, James Bjorken a partonok segítségével magyarázta meg. Amikor a Bjorken-skálázást egy 1969-es kísérlet igazolta, akkor felismerték, hogy a kvarkok és a partonok ugyanazok az objektumok lehetnek. A kapcsolatot a QCD aszimptotikus szabadságának bizonyítása (1973: David Gross, Frank Wilczek és David Politzer) erősítette meg. A proton szerkezetének (struktúrafüggvényeinek) későbbi kísérleti vizsgálata kimutatta, hogy a proton impulzusának csak mintegy felét viszi a kvarkmodellből ismert három összetevő kvark (uud), a többit egyéb objektumok. Ezt a három kvarkot – általában is hadronok esetén a kvarkmodell által megadott kvarkokat – vegyértékkvarkoknak nevezzük, a többi alkotórészt pedig virtuális gluonokkal és kvark-antikvark párokkal sikerült azonosítani, amiket együtt tenger-nek nevezünk, a benne levő kvarkokat pedig tengerkvark-oknak.
A c kvarkot ("bájos kvark") 1973-ban Sheldon Glashow, Iliopoulos és Maiani posztulálta, hogy megelőzze a standard modell nemfizikai ízváltásait a gyenge bomlásokban. A J/ψ-mezon (két csoport által, az egyik az egyik, a másik a másik nevet adta, végül egyesítették a két nevet) 1975-ös felfedezése után felismerték, hogy ez egy c kvarkból és antikvarkból áll.
A kvarkok harmadik generációját Kobajasi Makoto és Maszkava Tosihide jósolta meg, miután felismerték, hogy a megfigyelt CP-sértés nem integrálható bele a standard modellbe, ha csak két generáció létezik. A bottom (b) kvarkot 1977-ben, a top (t) kvarkot 1996-ban fedezték fel a Fermilabban, az utóbbit a Tevatronnal.

## A kvark név etimológiája
Gell-Mann James Joyce könyvéből, a Finnegan’s Wake-ből vette a kvark szót és annak angol betűzését:

Three quarks for Muster Mark!

Sure he has not got much of a bark

And sure any he has it's all beside the mark.
„Három kvarkot Mark mesternek!...” A quark (kvark) kifejezés a hark! (hé!) és a quart (negyedgallonos sör) szavak összevonásával jött létre.

### Web
- A kvark szó irodalmi eredete Archiválva 2016. március 5-i dátummal a Wayback Machine-ben
- A kvarkok titka

### Könyvek
- Apfel, Necia: It’s All Elementary: From Atoms to the Quantum World of Quarks, Leptons, and Gluons. New York: HarperColllins, 1997
- Berger, Melvin: Atoms, Molecules and Quarks. New York: Penguin Young Readers’ Group, 1996
- Bortz, Fred: Quarks. Cherry Hill, NJ: Rosen Publishing, 2004
- Gell-Mann, Murry: The Quark and the Jaguar. New York: Abacus Books, 1995
- Kidd, Jerry: Nuclear Power: The Study of Quarks and Sparks. New York: Facts on File, 2006
- Schwartz, David: Q Is for Quark: A Science Alphabet Book. Berkeley, CA: Ten Speed Press, 2001